# Methylobacteriaceae
Famille
Les Methylobacteriaceae forment une famille de bactéries de la classe des Alphaproteobacteria.

## Description
Cette famille est formée de bactéries chimioorganotrophes. Elle a été initialement circonscrite sur la base des analyses phylogénétiques de la séquence de l'ARNr 16S. De nombreuses bactéries de cette famille sont des méthylotrophes facultatives. Elles sont aussi nombreuses à être pigmentées rose et contiennent la quinone Q-10.

## Liste des genres
Selon LPSN (6 janvier 2024), la famille des Methylobacteriaceae comprend les cinq genres validés suivants :
- Enterovirga Chen et al. 2017
- Methylobacterium Patt et al. 1976
- Methylorubrum Green & Ardley 2018
- Microvirga Kanso & Patel 2003
- Psychroglaciecola Qu et al. 2014

### Anciens genres
Le genre Meganema avait été temporairement assigné à cette famille en 2006 sur la base de son profil d'acides gras. DEs analyses phylogénétiques ont montré qu'il n'appartenait pas à cette famille. Ce genre a donc été assigné à une autre famille.

## Taxonomie
Le nom correct complet (avec auteur) de ce taxon est Methylobacteriaceae Garrity et al. 2006.
Le genre type est : Methylobacterium Patt et al. 1976.

### Étymologie
L'étymologie du nom de cette famille est liée à celle de son genre type et est la suivante : N.L. neut. n. Methylobacterium, genre type de la famille; L. fem. pl. n. suff. -aceae, suffixe pour définir une famille; N.L. fem. pl. n. Methylobacteriaceae, la famille des Methylobacterium.